# Minicomputadora

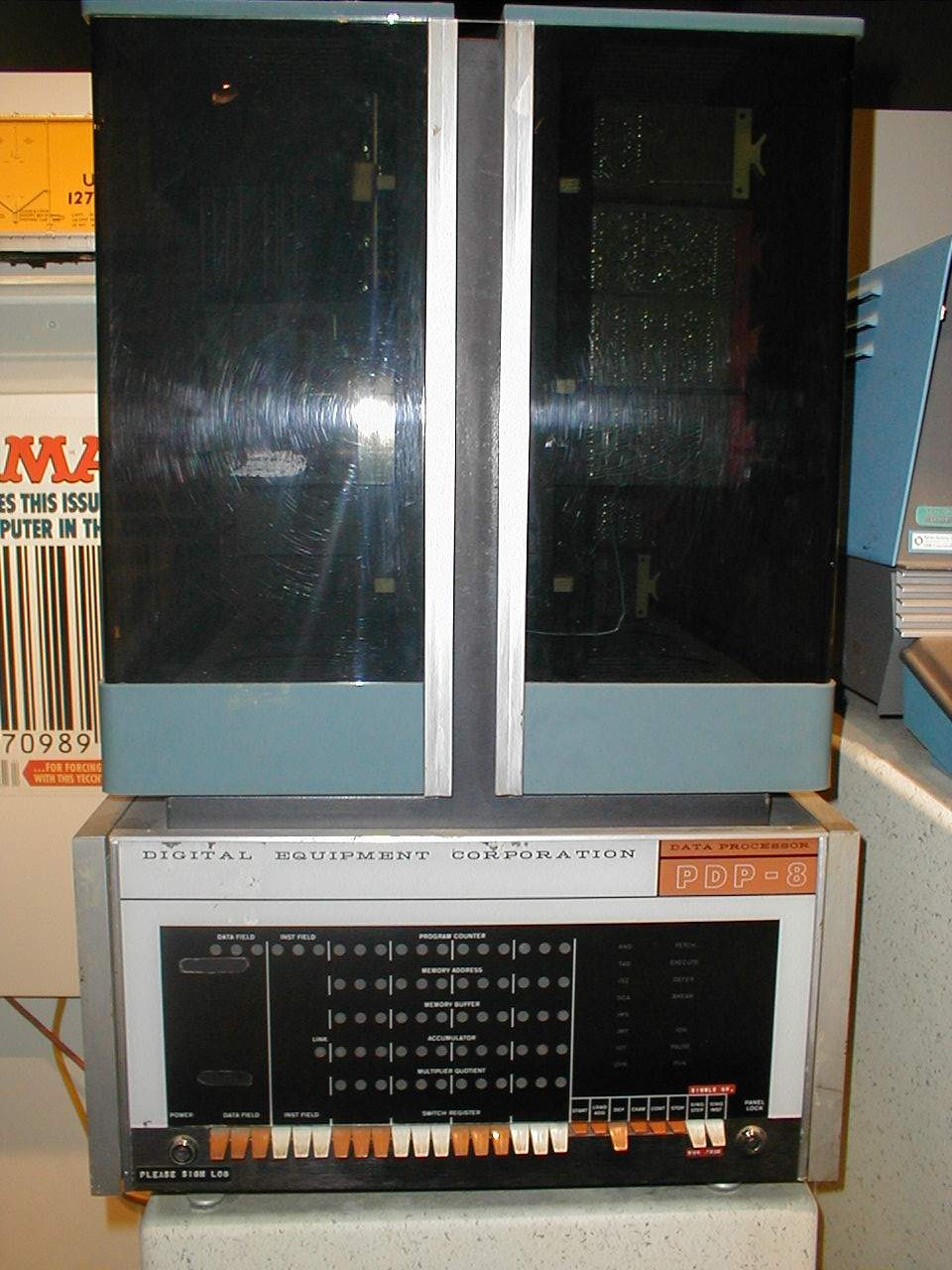
DEC PDP-8 en el Museo Nacional de Historia Estadounidense

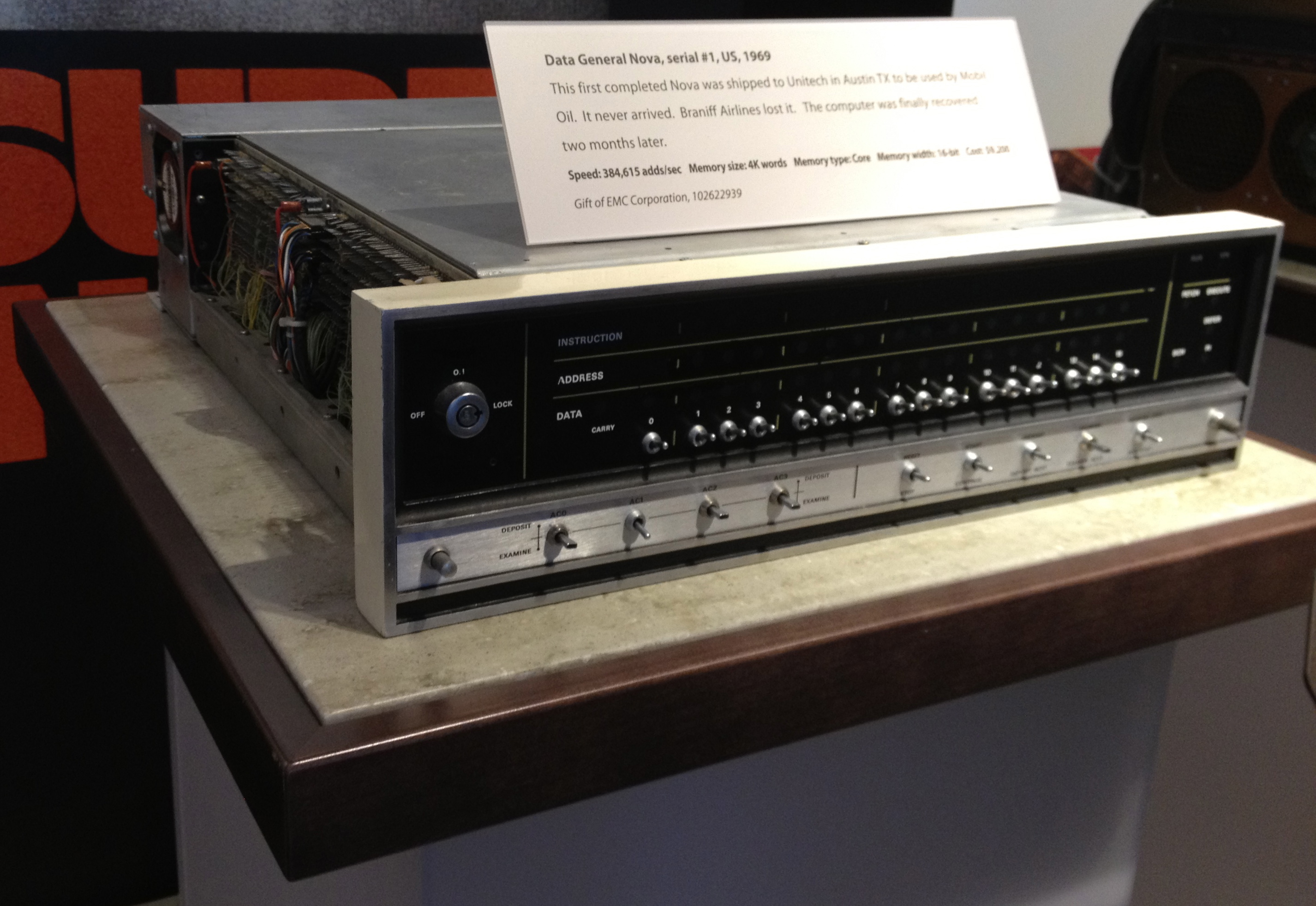
Data General Nova serial number 1, el primer miniordenador de 16 bits, en el Museo Histórico de Ordenadores

Una minicomputadora, minicomputador o miniordenador es un tipo de computadora que se desarrolló a mediados de la década de 1960 y que se vendía por un precio mucho menor que los grandes mainframe y los ordenadores de tamaño medio de IBM y sus competidores directos. Tras un estudio realizado en 1970, The New York Times propuso una definición consensuada de minicomputador como una máquina cuyo coste fuera inferior a 25 000 dólares (unos 165 000 dólares de 2019), con un dispositivo de entrada/salida como un teletipo y al menos cuatro mil palabras de memoria, que fuera capaz de ejecutar programas en un lenguaje de alto nivel, como Fortran o BASIC.
Esta clase de ordenadores constituía un grupo diferenciado con sus propias arquitecturas de software y sistemas operativos. Se diseñaron para el control, la instrumentación, la interacción humana y la conmutación de las comunicaciones, más que para el cálculo y el almacenamiento de datos. Muchos se vendieron indirectamente a fabricantes de equipos originales (OEM, por sus siglas en inglés) para desarrollo de aplicaciones para uso final. Durante las dos décadas de vida de esta clase de ordenadores (1965-1985), se crearon casi 100 empresas de las que apenas sobrevivieron media docena.
Con la aparición de unidades centrales de procesamiento con microprocesadores de chip simple, que comenzó con el Intel 4004 en 1971, el término «miniordenador» pasó a designar una máquina que se encontraba en el rango medio del ámbito informático, entre los mainframe más pequeños y los microordenadores. En la actualidad para referirse a esta clase de sistemas en lugar de minicomputadora o miniordenador se suele utilizar computadora de gama media, como el SPARC de gama alta de Oracle, el Power ISA de IBM y los sistemas basados en Itanium de Hewlett-Packard.

## Historia
El término se originó en la década de 1960 para referirse a un tipo de ordenadores de menor tamaño que surgieron con la introducción de transistores y tecnologías de memoria de núcleos magnéticos, conjuntos de instrucciones mínimos y periféricos de menor coste, como el popular teletipo Modelo 33 ASR de Teletype Corporation. Por lo general, ocupaban uno o varios bastidores de 19", a diferencia de los grandes mainframes que podían ocupar toda una habitación.
Dado que la definición de miniordenador es poco precisa, hay varios candidatos para ser considerados como el «primer» ordenador de esta clase. Entre los principales equipos que pueden integrarse en esta categoría se encuentran el PDP-1, PDP-5 y LINC de Digital Equipment Corporation (DEC), o el TX-0 y el TX-2 diseñados por el Laboratorio Lincoln del MIT. Uno de los primeros miniordenadores que tuvieron una gran aceptación fue el PDP-8 de 12 bits de DEC, fabricado con transistores discretos y que tan solo costaba 18 500 dólares cuando se lanzó al mercado en 1965; versiones posteriores del PDP-8 utilizaron circuitos integrados a pequeña escala. DEC propició el nacimiento de varias empresas de miniordenadores a lo largo de la autopista 128 de Massachusetts, como Data General, Wang Laboratories, Apollo Computer y Prime Computer.
Los miniordenadores también se conocen como ordenadores de gama media. Llegaron a tener una potencia y capacidad de procesamiento relativamente altas. Inicialmente se utilizaron en entornos generalmente académicos para control de procesos, gestión de datos, comunicaciones, gestión administrativa y financiera o supervisión y control de pruebas y experimentos.
Con el bum de la exploración sísmica en busca de petróleo y gas en todo el mundo a principios de los años 1970 se generalizó el uso de minicomputadoras en centros de procesamiento dedicados ubicados en las proximidades de los equipos de recogida de datos. El RDS 500 de Raytheon Data Systems era el sistema preferido por muchas empresas de exploración geofísica y compañías petroleras.
La serie 7400 de circuitos integrados con tecnología TTL empezó a utilizarse en los miniordenadores a finales de la década de 1960. La unidad aritmética lógica 74181 se utilizaba habitualmente en los circuitos de datos de la unidad central de procesamiento. Algunos ordenadores científicos, como el Nicolet 1080, utilizaban la serie 7400 en grupos de cinco circuitos integrados (en paralelo) debido a su arquitectura poco habitual de veinte bits; la serie 7400 ofrecía selectores de datos, multiplexores, búferes de tres estados, memorias, etc. en paquetes de doble hilera en un espacio de una décima de pulgada, haciendo que los principales componentes del sistema y la arquitectura fueran visibles a simple vista. A partir de los años 1980 muchos miniordenadores utilizaron circuitos VLSI.
Cuando se presentó el Altair 8800 de MITS en 1975 la revista Radio-Electronics se refirió al sistema como un «miniordenador», aunque el término microordenador pronto se hizo habitual para los ordenadores personales basados en microprocesadores de un solo chip. En aquella época los microordenadores eran sistemas monousuario relativamente sencillos de 8 bits que ejecutaban sistemas operativos monotarea como CP/M o MS-DOS, mientras que los miniordenadores eran sistemas mucho más potentes que ejecutaban sistemas operativos multitarea como VMS y Unix y, aunque el mini estándar era un ordenador de 16 bits, los nuevos superminiordenadores de alto rendimiento eran de 32 bits.
El declive de los miniordenadores se debió al menor coste del hardware basado en microprocesadores, a la aparición de sistemas de red de área local económicos y fáciles de desplegar, a la aparición de los microprocesadores como el Motorola 68020 o los Intel 80286 y 80386 y a la necesidad de los usuarios finales de depender menos de los poco flexibles fabricantes de minicomputadoras y de los departamentos de informática o los centros de procesamiento de datos. El resultado fue que los miniordenadores y los terminales informáticos fueron sustituidos por estaciones de trabajo en red, servidores de archivos y ordenadores personales en algunas instalaciones, a partir de la segunda mitad de la década de 1980. El resultado fue que, a partir de la segunda mitad de la década de 1980, en muchas instalaciones los miniordenadores y los terminales informáticos fueron sustituidos por estaciones de trabajo en red, servidores de archivos y ordenadores personales.